# Johannes Sommer
Johannes Sommer (Pirna, 1542 – 1574) német humanista író, unitárius tanár.

## Életpályája
Szászországból származott, 1542 körül Odera-Frankfurtban tanult. 1561-ben katonának állt Iacob Heraclides rábeszélésére, aki Moldvát lengyel segítséggel próbálta meghódítani, és sikerrel járt. Heraclides protestáns iskolát és könyvtárt akart alapítani Moldvában, ezért több tudóst hívott országába, és Sommert a cotnari-i iskola élére állította. Mivel Heraclides az uralkodó vallást erőszakkal akarta megváltoztatni, a szokásokat és különösen a nemességet üldözte, alattvalói elégedetlenek voltak, és 1563 novemberében megölték.
Sommer alig tudott megmenekülni, és parasztruhában bujdosott, amíg Erdélyben Brassóba érkezett. Itt a római és görög irodalomban való jártassága miatt szívesen fogadták, és 1565-ben rábízták az iskola igazgatását. Ezt a tisztséget 1567-ig viselte, és ideje nagy részét a latin költészetnek szentelte.
1568-ban Besztercére ment, ahol szintén rektor volt 1570-ig; ekkor Kolozsvárra távozott, ahol Blandratával és Dávid Ferenccel szövetkezett, és unitárius iskolájuknál rektori állást vállalt. 1571-ben Dávid Ferenc mellett ő prédikált János Zsigmond fejedelem temetésén.
Johann Seivert szerint Dávid Ferenc Sophia/Zsófia(?) nevű leányát vette feleségül; ezt az állítását többen is átvették, de erre nézve nincsenek közvetlen bizonyítékok, és az állítás ellentmond más tényeknek. 1574-ben nejével és napával együtt a pestis áldozata lett.

## Munkássága
Sokoldalú humanistaként Sommer teológiai munkáin kívül német és latin verseket szerzett, és megírta Iacob Heraclides életrajzát. Az összes vallási dogma közül csak Isten létezését és Jézus isteni küldetését fogadta el axiómaként; kritikával illette a predestináció és az eredendő bűn hittételét.  A Biblia kizárólagosságát hirdető kortársaival szemben a logikai úton bizonyítható hit talaján állt; ezt tételesen ki is fejtette a János evangéliumához írt magyarázatában (Explicatio primi capitis Joannis).
A vallási türelem pártján állt; véleménye szerint hibás magatartás a nem bizonyított vallási tanok ráerőltetése az emberekre. A filozófiatörténet szempontjából fontos műve, a Theses de Deo Trino (Tézisek a háromságos Istenről) filológiai eszközökkel vizsgálva a Szentháromság-tan keletkezését, kimutatta a platonizmus hatását.

## Művei
- Arbor Illustristissimae Heraclidarum familiae, quae ad Dasorina Basilica ac Despotica vocatur, justificata, comprobata, monumentisque et insignibus abaucta ab invictissimo Carolo V. Rom. Imp. et ab Imperiali consistorio. Anno 1555 (Brassó)
- Elegia In Nvptias Clarissimi Viri D. Petri Bogneri Coron: LL. Doctoris, & pudicissimae virginis Annae filiae D. Ioachimi Koch, Consulis Mediensis Quarum solennitas erit die 20. Februarij Anno 1569… Albae-Ivliae
- Oratio Funebris, In mortem Illustrissimi Et Regiis Virtutibus Ornatissimi, vera etiam pietate excellentis Principis ac Domini D. Ioannis Secundi Electi Regis Hungariae & C. Qui natus est Anno Domini 1540. Diem vero suum sancte obijt 1571. Mart. 14. … Claudiopoli, 1571
- Reges Hungarici. Et Clades Moldavica: Cujus Etiam Hortulus Amoris Cum Colica in formam Dramatis scripta, ad finem adjectus est. Omnia studio & opera Stephani Helneri, Senatoris Bistricensis, in Transylvania, collecta & in lucem edita. Witebergae, M.D.LXXX. (Költemények. 1573-ból. Újra lenyomtatva. Paraeus, Joh. Phil., Deliciae Poetarum Hungaricorum Francofurti, 1619. 355-404. 1.)
- Refutatio scripti Petri Carolini, editi Witebergae, Scripta a Joh. Sommero … Ingolstadi, 1582
- Tractatus aliquot Christianae Religionis … Ingolstadi, 1582
- Vita Jacobi despotae Moldavorum Reguli … edita sumptibus Ill. & Gen. Dn. Emerici Forgách … Adjectae sunt ejusdem autoris de Clade Moldavica, Elegia XV. quibus etiam historia Despotica continetur. Una cum explicatione quorundam locorum in hoc Sommero Scripto, & Commentatiuncula brevis de Walachia & rebus Walachicis Petri Albini… ingoldstadi, 1587
- Vita Jacobi despotae Moldavorum. Wittenberg, 1587; tan. Pirnát Antal, fakszimile szöveggond. Kőszeghy Péter; MTA Irodalomtudományi Intézet–Akadémiai, Budapest, 1987 (Bibliotheca Hungarica antiqua)